# Seznam biskupů a arcibiskupů v San Franciscu
- 1853–1884: Joseph Sadoc Alemany y Conill, O.P.
- 1884–1914: Patrick William Riordan
- 1915–1935: Edward Joseph Hanna
- 1935–1961: John Joseph Mitty
- 1962–1977: Joseph Thomas McGucken
- 1977–1995: John Raphael Quinn
- 1995–2005: William Joseph Levada
- 2006–2012: George Hugh Niederauer
- od 2012: Salvatore Joseph Cordileone